# 上鮑因施托克山

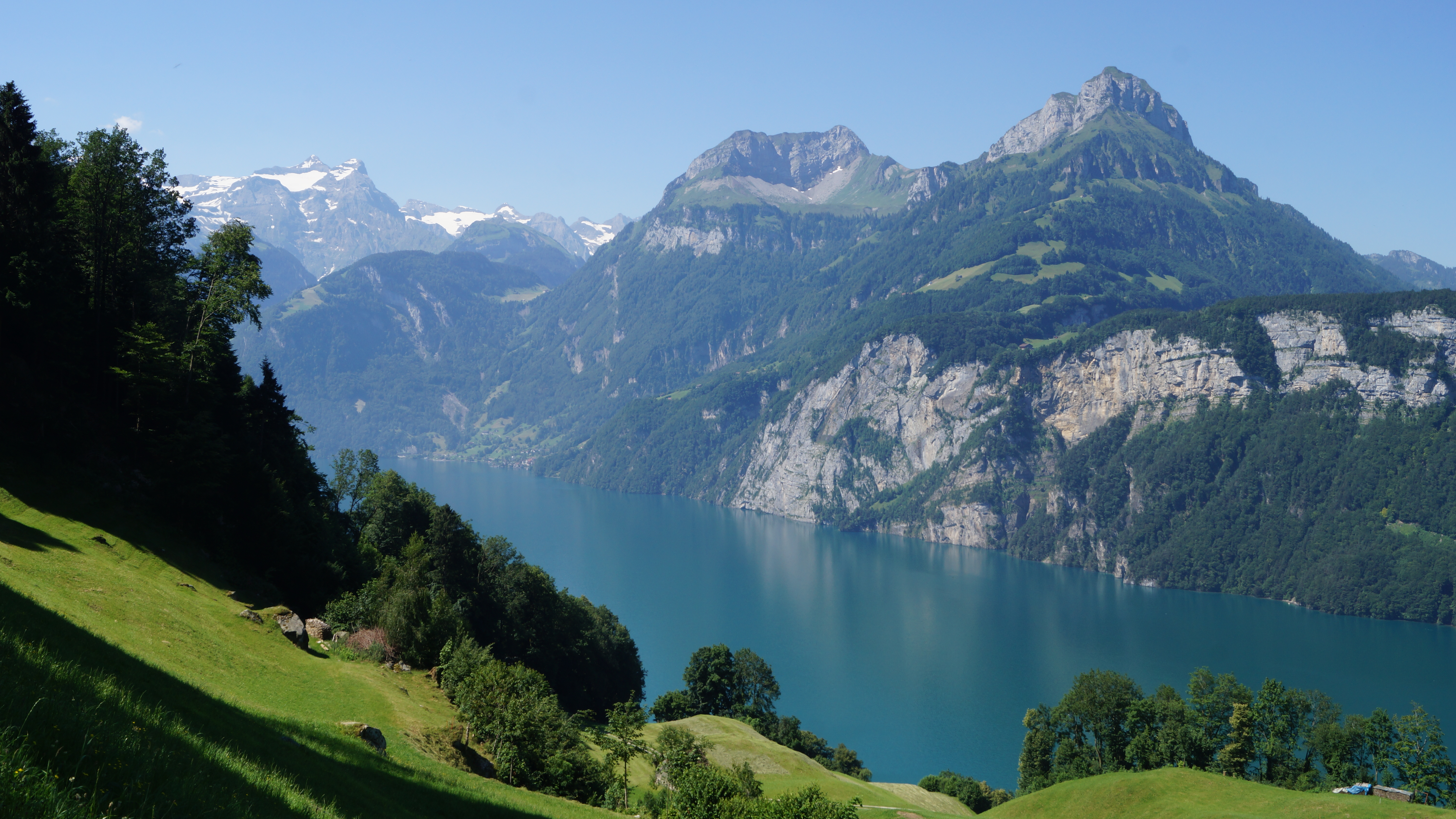

46°55′40″N 8°32′39″E / 46.927844°N 8.544119°E
上鮑因施托克山（德語：Oberbauenstock），是瑞士的山峰，位於該國中部，處於下瓦爾登州和烏里州接壤的邊界，屬於西阿爾卑斯山脈中烏里山的一部分，海拔高度2,117米，每年平均降雨量2,385毫米。